# 圣路易斯华盛顿大学诺贝尔奖得主列表

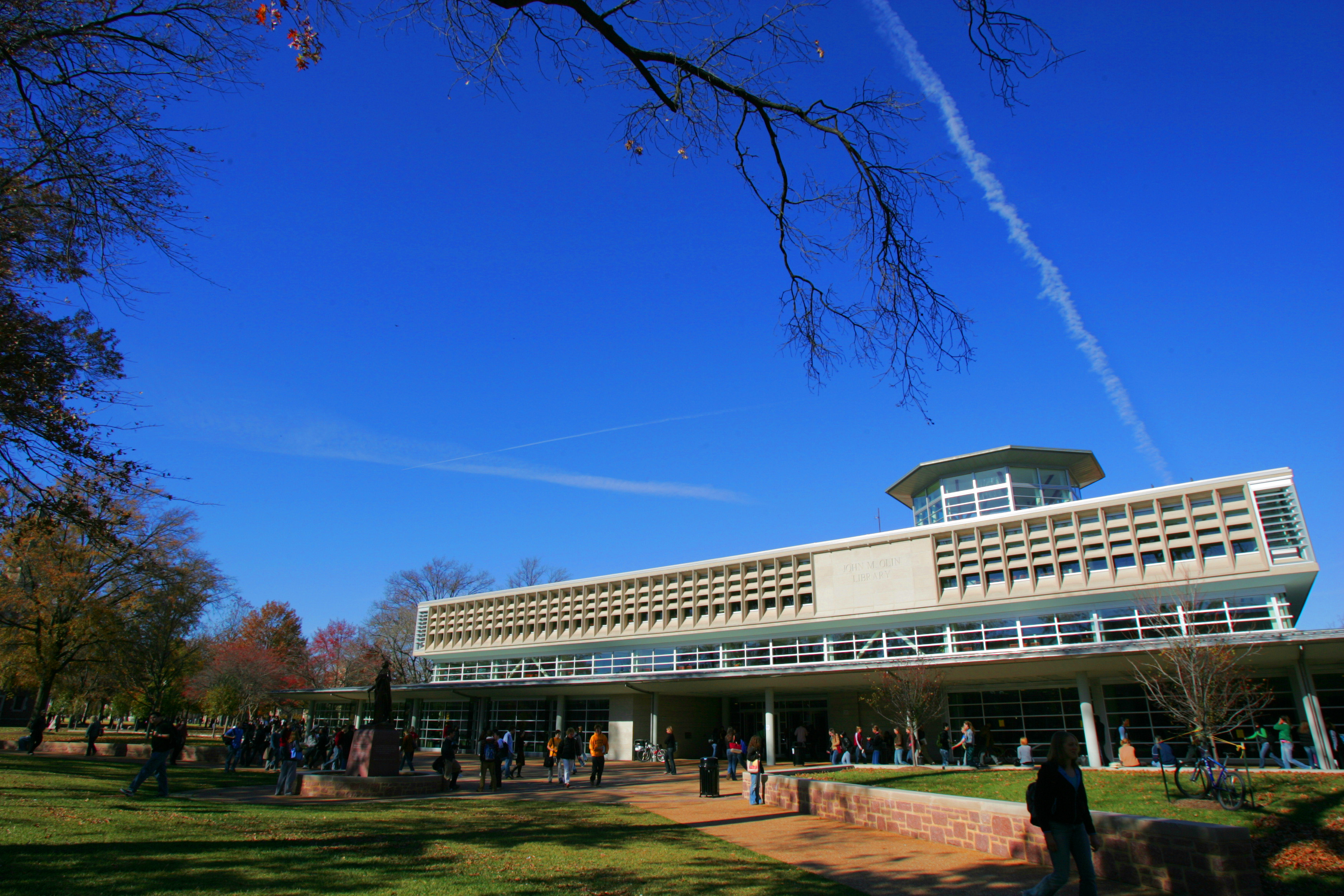
一共有22位诺贝尔奖和主和圣路易斯华盛顿大学存在某种程度的关联，图为该校的图书馆。

诺贝尔奖由瑞典皇家科学院、瑞典学院、卡罗琳学院和挪威诺贝尔委员会每年颁发一次，分别授予在化学、物理学、文学、和平、生理学或医学和经济学领域作出杰出贡献的人士。除经济学奖外，其他五个奖项都是于1895年根据阿尔弗雷德·诺贝尔的遗嘱设立，这五个奖项也就都是由诺贝尔基金会进行管理。诺贝尔经济学奖又名“瑞典国家银行纪念阿尔弗雷德·诺贝尔经济学奖”，由瑞典中央銀行于1968年设立，旨在奖励在经济学领域作出杰出贡献的人士。每个奖都是由独立的委员会颁发，瑞典皇家科学院颁奖物理学、化学和经济学奖，瑞典学院颁奖文学奖，卡罗琳学院颁奖生理学或医学奖，挪威诺贝尔委员会颁奖和平奖。每位获奖者都将获得一枚奖牌，一份证书以及不同数额的奖金。1901年，首批诺贝尔奖获得者拿到了15万零782瑞典克朗的奖金，相当于2007年12月的773万1004瑞典克朗。2008年，获奖者的奖金数额为一千万瑞典克朗。除和平奖是在奥斯陆颁发外，另外五个奖都是在斯德哥尔摩举行的仪式上颁发，颁奖日期为每年的12月10日，这天是诺贝尔的忌日。
截至2015年，共有23位诺贝尔奖得主与圣路易斯华盛顿大学存在某种程度的关联，根据该校定义，这些人可以包括其培养的本科生、研究生，或是学校的教师。曾于1945至1953年担任圣路易斯华盛顿大学校长的阿瑟·康普顿于1927年荣获诺贝尔物理学奖，是与该校相关的首位诺贝尔奖得主。还有八位圣路易斯华盛顿大学的诺贝尔奖得主一起分享了四座奖项，分别是：约瑟夫·厄尔兰格和赫伯特·斯潘塞·加塞一起获得了1944年的诺贝尔生理学或医学奖；卡尔·斐迪南·科里与夫人格蒂·科里一起赢得了1947诺贝尔生理学或医学奖；阿瑟·科恩伯格和塞韦罗·奥乔亚一起获得了1959年诺贝尔生理学或医学奖；还有丹尼尔·那森斯和乔治·斯内尔一起赢得了1980年诺贝尔生理学或医学奖。所有圣路易斯华盛顿大学的诺贝尔奖得主共有17位赢得的是诺贝尔生理学或医学奖，超过其他所有奖项的总和。除丹尼尔·那森斯是在这所学校获得医学士学位，威廉·莫尔纳尔在该校获本科学位外，其他所有的获奖者都是或曾经是圣路易斯华盛顿大学教师。

## 获奖者
| 年份 | 圖片 | 得主                     | 关系                                                               | 奖项         | 获奖原因                                                     |
| ---- | ---- | ------------------------ | ------------------------------------------------------------------ | ------------ | ------------------------------------------------------------ |
| 1927 |      | 阿瑟·康普顿              | 1920至1923年以及1945至1962年担任文理学院教师，1945至1953年担任校长 | 物理学       | “发现以他命名的效应。”                                       |
| 1943 |      | 爱德华·阿德尔伯特·多伊西 | 1919至1923年担任医学教师                                           | 生理学或医学 | “对维生素K化学性质做出的发现”                                |
| 1944 |      | 约瑟夫·厄尔兰格          | 1910至1946年担任生理学系主任                                       | 生理学或医学 | “发现单神经纤维的高度分化功能”。                             |
| 1944 |      | 赫伯特·斯潘塞·加塞       | 1916至1931年担任医学教师                                           | 生理学或医学 | “发现单神经纤维的高度分化功能”。                             |
| 1947 |      | 卡尔·斐迪南·科里         | 1931至1984年担任医学教师                                           | 生理学或医学 | “发现糖原的催化转化过程”。                                   |
| 1947 |      | 格蒂·科里                | 1931至1957年担任医学教师                                           | 生理学或医学 | “发现糖原的催化转化过程”。                                   |
| 1959 |      | 阿瑟·科恩伯格            | 1952至1959年担任微生物学系主任                                     | 生理学或医学 | “发现核糖核酸和脱氧核糖核酸的生物合成机制”。                 |
| 1959 |      | 塞韦罗·奥乔亚            | 1940至1942年担任医学教师                                           | 生理学或医学 | “发现核糖核酸和脱氧核糖核酸的生物合成机制”。                 |
| 1969 |      | 阿弗雷德·赫希            | 1934至1950年担任医学教师                                           | 生理学或医学 | “发现病毒的复制机理和遗传结构”。                             |
| 1970 |      | 卢伊斯·弗德里科·莱洛伊尔 | 1944年担任医学教师                                                 | 化学         | “他发现了糖核苷酸及其在碳水化合物的生物合成中所起到的作用”。 |
| 1971 |      | 厄尔·威尔伯·萨瑟兰       | 1942年获医学士学位，1943至1945年内科住院医师，1945至1953年医学教师 | 生理学或医学 | “发现激素的作用机理”。                                       |
| 1974 |      | 克里斯汀·德·迪夫         | 1946至1947年医学教师                                               | 生理学或医学 | “在涉及细胞结构和功能组织方面作出的发现”。                   |
| 1978 |      | 丹尼尔·那森斯            | 1954年获医学士学位                                                 | 生理学或医学 | “发现限制性内切酶及其在分子遗传学方面的应用”。               |
| 1978 |      | 漢彌爾頓·史密斯          | 1956至1957年任实习医师                                             | 生理学或医学 | “发现限制性内切酶及其在分子遗传学方面的应用”。               |
| 1980 |      | 保羅·伯格                | 1954至1959年担任医学教师                                           | 化学         | “对核酸的生物化学基础研究，特别是对重组DNA的研究”。          |
| 1980 |      | 乔治·斯内尔              | 1933至1934年担任文理学院教师                                       | 生理学或医学 | “发现调节免疫反应的细胞表面受体的遗传结构”。                 |
| 1986 |      | 斯坦利·科恩              | 1953至1959年担任文理学院教师                                       | 生理学或医学 | “发现生长因子”。                                             |
| 1986 |      | 丽塔·列维-蒙塔尔奇尼     | 1948年起担任文理学院教师                                           | 生理学或医学 | “发现生长因子”。                                             |
| 1992 |      | 埃德温·克雷布斯          | 1943年获医学博士学位，1945至1948年担任内科住院医师，生物科学研究员 | 生理学或医学 | “发现蛋白质的可逆磷酸化作用是一种生物调节机制”。             |
| 1993 |      | 道格拉斯·诺斯            | 1983年起担任文理学院教师                                           | 经济学       | “用经济史的新理论及数理工具重新诠释了过去的经济发展过程”。   |
| 1998 |      | 羅伯·佛契哥特            | 1949至1956年担任医学教师                                           | 生理学或医学 | “发现一氧化氮在心血管系统中起信号分子作用”。                 |
| 2004 |      | 阿龙·切哈诺沃            | 1987年起担任儿科客座教授                                           | 化学         | “发现泛素介导的蛋白质降解”。                                 |
| 2014 |      | 威廉·莫尔纳尔            | 1975届电机工程学、物理学理学士，数学文学士                         | 化学         | “在超分辨率荧光显微技术领域取得的成就。”                     |